# K6 기관총
K6 중기관총은 12.7mm 중기관총으로 대한민국 육군의 주력 중기관총으로 사용 중이다. K6은 미국산 M2/QCB 모델을 기본으로 한 것이며, K6이란 이름은 독자 개발한 화기류의 6번째 모델이라는 의미다.

## M2 기관총의 개량

### 기존M2(MG50)의 문제점
미국의 M2 기관총은 총열과 총몸통의 결합이 회전식으로 되어 있어 총열 교환시 시간이 오래 걸린다는 단점이 있다. 또한 총열의 교환 후에는 두격(총열후단과 노리쇠선단 사이의 거리)을 조정한다. 두격이 너무 가까우면 폭발의 위험이 있고, 너무 멀면 격발이 되지 않는 문제점이 있기 때문에, 총열을 교환한 후에는 반드시 두격을 조정해야 한다. 사격시 자주 총열을 교환해야 하는 기관총의 특성 상, 이러한 문제는 큰 단점으로 지적된다.

### 개량
이러한 단점을 해결하기 위해 총열 교환을 탈착식으로 개량한 모델이 M2/QCB모델이다. QCB는 Quick Change Barrel의 약자로, 말 그대로 5초만에 신속한 총열 교환이 가능한 모델이다. 그러나 미국은 아직 창고에 쌓인 기존 M2가 아직 많이 있다는 이유로 채용하지 않았는데, K6 중기관총은 바로 이 M2/QCB를 기본으로 삼아 개량됐다.
쉽게 말하면 물량처리용이다.

## 사용
현재 기존 M2(한국 제식명MG50)를 대체하여 보병지원 및 대물 기관총(전차 및 장갑차 등)으로 사용 중이다. 또 현재 해군 군함 기관총으로 사용 중이다.

## 같이 보기
- KR-6 기관총